# Oleg Mishukov
Oleg Mishukov (Rusia, 31 de agosto de 1980) es un atleta ruso retirado especializado en la prueba de 4x400 m, en la que ha conseguido ser subcampeón europeo en 2002.

## Carrera deportiva
En el Campeonato Europeo de Atletismo de 2002 ganó la medalla de plata en los relevos 4x400 metros, con un tiempo de 3:01.34 segundos, llegando a meta tras Reino Unido y por delante de Francia, siendo sus compañeros: Andrey Semyonov, Ruslan Mashchenko y Yuriy Borzakovskiy.